# 1905 год в музыке

## События
- 25 января — премьера симфонической поэмы Арнольда Шёнберга «Пеллеас и Мелисанда» в Вене[1]
- 29 января — премьера цикла песен для голоса с оркестром Густава Малера «Песни на смерть детей» в Вене[2]
- Октябрь — Национальная опера Лотарингии, Нанси, Франция, разрушена во время пожара
- 15 октября — премьера композиции «Море» Клода Дебюсси в Париже[3]
- Сентябрь — Рабиндранат Тагор публикует слова песни «Amar Shonar Bangla», которая позднее становится гимном Бангладеш
- 30 декабря — премьера «Весёлой вдовы» Франца Легара в Вене[4]

## Хиты
- «I Love A Lassie»

## Классическая музыка
- Хуго Альвен — Симфония № 3 ми-мажор
- Клод Дебюсси — «Море», три симфонических эскиза
- Эдуард Элгар — «Интродукция и аллегро» для струнных, опус 47
- Николай Метнер — «Две сказки» для фортепиано, опус 8-9
- Карл Нильсен — «Søvnen», опус 18
- Витезслав Новак — струнный квартет № 2 ре-мажор
- Морис Равель — «Отражения» для фортепиано; фуга до-мажор для фортепиано; «Интродукция и Аллегро» для арфы, флейты, кларнета, двух скрипок, альта и виолончели
- Арнольд Шёнберг — струнный квартет № 1 ре-минор, опус 7
- Антон Веберн — «Медленная часть» для струнного квартета; струнный квартет
- Гайдн Вуд — струнный квартет «Фантазия»

## Опера
- Фредерик Конверс — «Лолан, или Трубка желания»
- Лео Фалль — «Блуждающий огонёк»
- Мануэль де Фалья — «Жизнь коротка»
- Франц Легар — «Весёлая вдова»
- Жюль Массне — «Керубино»
- Леопольдо Муньоне — «Жизнь Бретонии»
- Рихард Штраус — «Саломея»

## Родились

### Январь
- 2 января — Майкл Типпетт (ум. 1998) — британский композитор и дирижёр
- 8 января — Джачинто Шельси (ум. 1988) — итальянский композитор и поэт
- 12 января — Текс Риттер (ум. 1974) — американский кантри-певец и актёр
- 24 января — Елена Николаи (ум. 1993) — болгарская и итальянская оперная певица (меццо-сопрано)
- 26 января — Мария фон Трапп (ум. 1987) — австрийская и американская певица и хоровой дирижёр

### Февраль
- 10 февраля — Чик Уэбб (ум. 1939) — американский джазовый барабанщик и руководитель оркестра
- 15 февраля — Гарольд Арлен (ум. 1986) — американский композитор и автор песен

### Март
- 6 марта — Боб Уиллс (ум. 1975) — американский кантри-певец, музыкант и автор песен
- 11 марта — Майкл Карр[англ.] (ум. 1968) — британский композитор и автор песен
- 14 марта — Харольд Лоффельмахер[англ.] (ум. 1987) — американский музыкант и бэндлидер
- 18 марта — Владимир Донадзе (ум. 1986) — советский грузинский музыковед и музыкальный педагог
- 23 марта — Лале Андерсон (ум. 1972) — немецкая певица и автор песен

### Апрель
- 25 апреля — Хайнц Фройденталь (ум. 1999) — немецкий альтист и дирижёр

### Май
- 2 мая
  - Улла Поульсен (ум. 2001) — датская балерина и актриса
  - Алан Роусторн[англ.] (ум. 1971) — британский композитор
- 3 мая — Айрик Мурадян (ум. 1999) — советский и армянский певец, фольклорист и этнограф
- 8 мая — Ред Николс[англ.] (ум. 1965) — американский джазовый корнетист, композитор и бэндлидер
- 21 мая — Симон Карас (ум. 1999) — греческий музыковед
- 29 мая — Боде Сованде (ум. 1987) — нигерийский органист, композитор, музыковед, музыкальный педагог и дирижёр

### Июнь
- 6 июня — Ласло Халас (ум. 2001) — американский дирижёр венгерского происхождения
- 13 июня — Док Читэм[англ.] (ум. 1997) — американский джазовый трубач, певец и бэнд-лидер
- 18 июня — Эдуард Тубин (ум. 1982) — эстонский и шведский композитор

### Июль
- 10 июля — Айви Андерсон (ум. 1949) — американская джазовая певица
- 27 июля — Кендалл Тейлор (ум. 1999) — британский пианист и музыкальный педагог
- 30 июля — Жанна Мари Дарре (ум. 1999) — французская пианистка

### Август
- 2 августа — Карл Амадеус Хартман (ум. 1963) — немецкий композитор
- 8 августа — Андре Жоливе (ум. 1974) — французский композитор
- 17 августа — Ада Фалькон (ум. 2002) — аргентинская певица и актриса
- 20 августа — Джек Тигарден (ум. 1964) — американский джазовый тромбонист, певец, бэндлидер и композитор
- 23 августа — Констант Ламберт (ум. 1951) — британский композитор и дирижёр

### Сентябрь
- 10 сентября — Альберто Болет (ум. 1999) — кубинский и американский скрипач и дирижёр

### Октябрь
- 4 октября — Леон Ортел[нидерл.] (ум. 1985) — нидерландский композитор, пианист и музыкальный педагог
- 8 октября — Мартин Рих (ум. 2000) — американский дирижёр, пианист и музыкальный педагог немецкого происхождения
- 14 октября — Алексей Иконников (ум. 2000) — советский и российский музыковед
- 16 октября — Василий Витвицкий (ум. 1999) — советский, польский и американский музыковед и композитор
- 18 октября
  - Марк Хьюберт Хиндсли (ум. 1999) — американский дирижёр и композитор
  - Хильда Хольгер (ум. 2001) — австрийская танцовщица и хореограф

### Ноябрь
- 7 ноября — Уильям Элвин[англ.] (ум. 1985) — британский композитор, дирижёр и музыкальный педагог
- 12 ноября — Солон Михаилидис (ум. 1979) — кипрский композитор, дирижёр, музыковед, музыкальный педагог и общественный деятель
- 15 ноября — Аннунцио Паоло Мантовани (ум. 1980) — итальянский и британский дирижёр и композитор
- 17 ноября — Александра Григорьева (ум. 1999) — советская и российская оперная певица (меццо-сопрано) и музыкальный педагог
- 19 ноября — Томми Дорси (ум. 1956) ― американский джазовый тромбонист и композитор
- 21 ноября — Тед Рэй[англ.] (ум. 1977) — британский комик и скрипач
- 24 ноября — Гарри Баррис[англ.] (ум. 1962) — американский певец, композитор и пианист

### Декабрь
- 8 декабря — Эрнст Герман Майер (ум. 1988) — немецкий композитор и музыковед
- 15 декабря — Ференц Фаркаш (ум. 2000) — венгерский композитор и музыкальный педагог
- 23 декабря — Хелен Макгроу (ум. 1999) — американская пианистка
- 31 декабря — Джул Стайн (ум. 1994) — британский и американский композитор и автор песен

## Скончались
- 4 января — Теодор Томас (69) ― американский скрипач и дирижёр немецкого происхождения
- 10 января — Карлис Бауманис (69) — русский и латвийский композитор, драматург, музыкальный педагог и поэт
- 2 февраля — Роберт Айтнер (72) — немецкий музыковед и пианист
- 12 февраля — Эдвард Даннройтер (60) — британский пианист и музыковед французского происхождения
- 18 февраля — Аррай фон Доммер (77) — немецкий музыковед и книговед
- 15 марта — Луиджи Манцотти (70) — итальянский балетмейстер, хореограф и мим
- 19 марта — Макар Екмалян (49) — армянский композитор, дирижёр и музыкальный педагог
- 12 апреля — Джузеппе Гарибольди (72) — итальянский флейтист и композитор
- 29 апреля — Игнасио Сервантес Каванаг (57) — кубинский пианист и композитор
- 5 мая — Эрнст Пауэр (78) — немецкий пианист австрийского происхождения
- 8 мая — Дельфина де ла Крус (68) — чилийская пианистка и композитор
- 13 мая — Сэм Шуберт[англ.] (26) — американский театральный продюсер
- 14 мая — Джесси Бартлетт Дэвис[англ.] (44/45) — американская оперная певица (контральто), актриса и автор песен
- 15 мая — Андрей Шульц-Эвлер (52) — польский пианист, композитор и музыкальный педагог
- 24 мая — Юсеф Готлиб Денте (67) — шведский скрипач, композитор и музыкальный педагог
- 31 мая
  - Мариетта Бьянколини Родригес (58) — итальянская оперная певица (меццо-сопрано)
  - Франц Штраус[нем.] (83) — немецкий валторнист и композитор
- 25 июня — Яромир Гржимали (59) — чешский виолончелист
- 8 июля — Уолтер Киттридж[англ.] (70) — американский музыкант и композитор
- 21 августа — Северина Духинская (88/89) — польская поэтесса, писательница, либреттистка, публицистка и переводчица
- 31 августа — Франческо Таманьо (54) — итальянский оперный певец (тенор)
- 20 сентября — Энрико Барбачини (71) — итальянский оперный певец (тенор) и музыкальный педагог
- 21 сентября — Селестин Галли-Марье (68) — французская оперная певица (меццо-сопрано)
- 23 сентября — Павел Веймарн (47/48) — русский музыковед, музыкальный критик и композитор
- 18 октября — Эмми Оуэн[англ.] (33) — британская оперная певица (сопрано) и актриса
- без точной даты
  - Эвзебио Дворжак фон Вальден (54/55) — австрийский и итальянский скрипач и музыкальный педагог
  - Белль Коул[англ.] (?) — американская оперная певица (контральто)